# Амброве дерево
А́мброве де́рево, або ліквідамба́р (Liquidambar) — рід покритонасінних родини Altingiaceae. Рід містить 15 видів; він поширений у Східному Середземномор'ї, Південно-Східній Азії, на сході США, в Мексиці й Центральній Америці.

## Опис
Амброве дерево — велике листопадне дерево 25–40 м заввишки, з пальчастолопатевим листям, спірально розташованим вздовж стебла. Квітки дрібні, однодомні, зібрані в густе кулясте суцвіття 1–2 см в діаметрі, звисають на черешку 3–7 см. Плід — дерев'яниста коробочка 2–4 см в діаметрі, містить численне насіння. Характерні плоди добре помітні восени, великі з великими колючками кульки довго висять на гілці, залишаючись на них навіть після опадання листя.

## Відомі види
- Liquidambar acalycina
- †Liquidambar changii
- Liquidambar formosana
- Liquidambar orientalis
- Liquidambar styraciflua — амброве дерево американське[3].